# Bracharoa impunctata
Bracharoa impunctata är en fjärilsart som beskrevs av De Joannis 1913. Bracharoa impunctata ingår i släktet Bracharoa och familjen tofsspinnare. Inga underarter finns listade i Catalogue of Life.